# VDM Metals

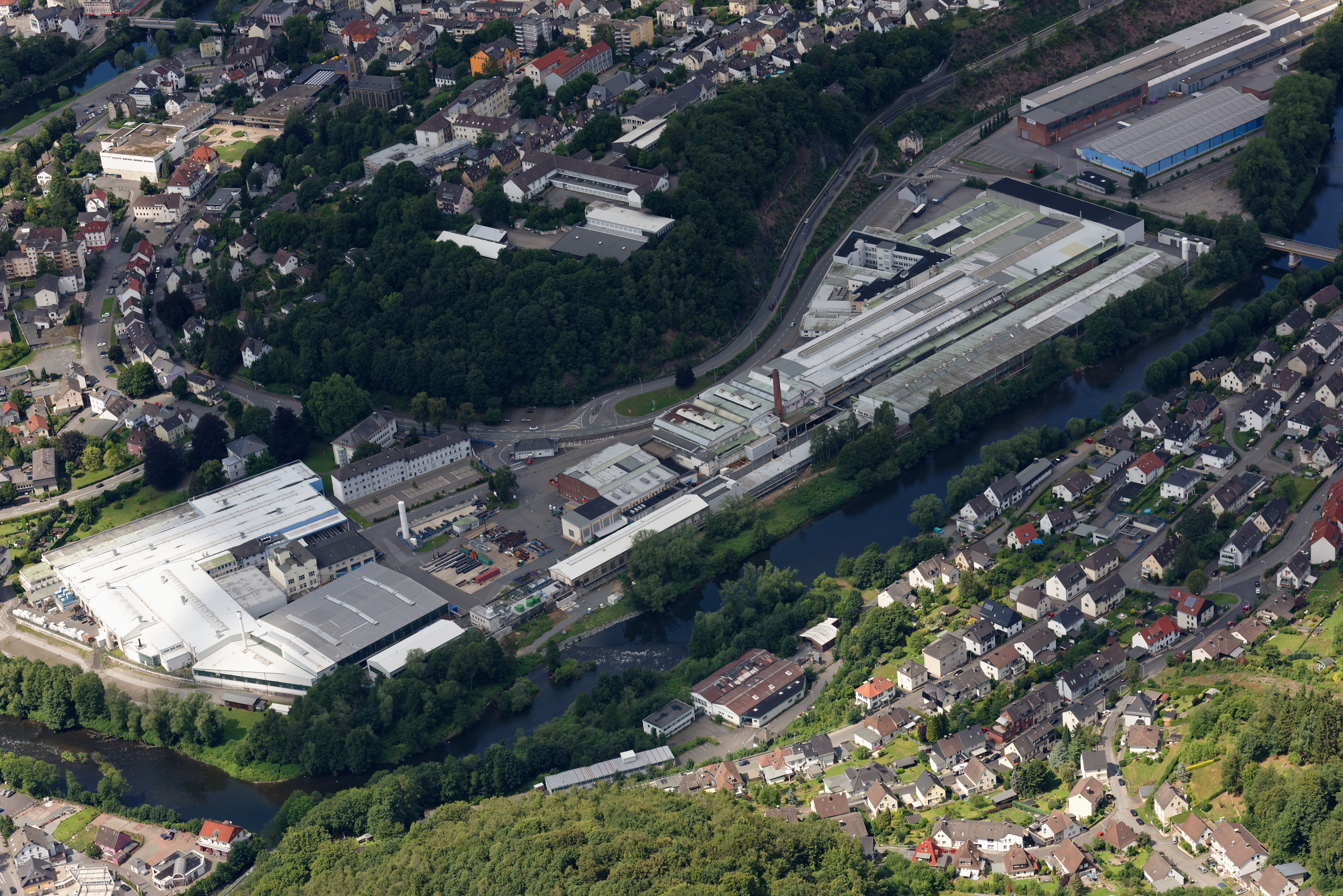
Unternehmensstandort Werdohl, Plettenberger Straße

Die zum spanischen Acerinox-Konzern gehörende VDM Metals Group (vormals Vereinigte Deutsche Metallwerke) mit Sitz in Werdohl ist ein Hersteller korrosionsbeständiger, hitzebeständiger und hochwarmfester Nickellegierungen, Kobalt- und Zirkoniumlegierungen sowie hochlegierter Sonderedelstähle. Das Unternehmen ist Weltmarktführer für Nickelbleche und -bänder, die Anwendung in der chemischen Prozessindustrie, der Öl- und Gasindustrie, in der Luftfahrt, im Automobilbau und der Elektronik/Elektrotechnik finden.
VDM Metals unterhält Produktionsstätten in Unna (Schmelzwerk, Schmiede und Stangenadjustage), Altena (Blech/ Stangenfertigung) und Werdohl (Verwaltung/ Draht/ Bandfertigung) und Siegen (Blechwalzwerk). Das Unternehmen beschäftigt weltweit etwa 2.000 Mitarbeiter.

## Geschichte

### Ursprünge

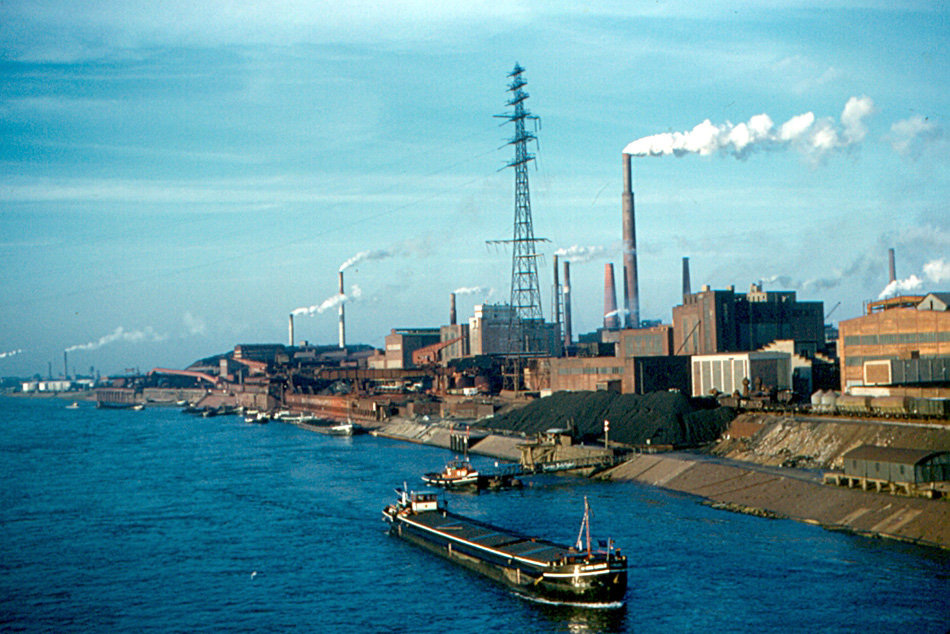
Vereinigte Deutsche Metallwerke am Rhein in Duisburg (Foto aus den 1960er Jahren)

Aktie über 1000 RM der Vereinigten Deutschen Metallwerke AG vom 20. März 1934

Die ursprüngliche Vereinigte Deutsche Metallwerke AG (VDM) entstand 1930 durch die Übernahme der Heddernheimer Kupferwerk und Süddeutsche Kabelwerk AG in Frankfurt durch die Berg-Heckmann-Selve AG in Altena. Der Zusammenschluss geschah auf Initiative der Metallgesellschaft, die seit 1893 Hauptaktionärin der Heddernheimer Kupferwerke war und auch die Mehrheit der neuen Unternehmensgruppe übernahm. Die Weltwirtschaftskrise hatte eine Konsolidierung der bislang konkurrierenden Unternehmen erzwungen.
Das neue Unternehmen verfügte über ein Grundkapital von 30 Millionen Reichsmark und besaß Niederlassungen und Fertigungsstätten in Heddernheim, Gustavsburg, Mannheim, Nürnberg, Köln sowie in Altena, Werdohl und Duisburg. Die Konzernunternehmen blieben unter ihrem bisherigen Namen selbständig (z. B. Heddernheimer Kupferwerk GmbH), jedoch wurde das Produktionsprogramm nach Werkstoffgruppen auf die einzelnen Werke neu verteilt.
Im März 1934 verlegten die VDM ihren Firmensitz nach Frankfurt am Main. Die beginnende Aufrüstung der Wehrmacht erhöhte die Nachfrage nach Leichtmetallerzeugnissen sprunghaft. Bis 1939 stieg die Zahl der bei VDM Beschäftigten auf 21.000, vor allem durch die Fertigung von Verstellpropellern für Flugzeuge der Luftwaffe.

### Beschäftigung von Zwangsarbeiterinnen
In der Sportstraße 10, die heute Sportallee heißt, in Hamburg-Groß Borstel gab es ein Zwangsarbeitslager der Deutschen Arbeitsfront (DAF) für die Vereinigte Deutsche Metallwerke AG mit sogenannter „Ausländerkinder-Pflegestätte“ für Säuglinge und Kleinkinder von Zwangsarbeiterinnen aus Frankreich, Lettland, Belgien, Russland, Ukraine, Litauen, Italien und den Niederlanden. Dort lebten mindestens 415 Zwangsarbeiterinnen. 30 Kinder dieser Frauen sind gestorben.

### Nach 1945
Wegen der großen Bedeutung der VDM für die Kriegswirtschaft wurden im Zweiten Weltkrieg fast alle Gebäude und Fabrikeinrichtungen bei den Luftangriffen auf Frankfurt am Main stark zerstört. Mit Kriegsende brach auch die Produktion völlig zusammen, alle Werke wurden auf Anweisung der Alliierten stillgelegt und z. T. demontiert. Erst 1946 begann unter der Leitung von Wilhelm Kirmser der allmähliche Wiederaufbau und der Umstieg auf zivile Produktion.
Anfang der 1950er Jahre war VDM zum weltweit größten Hersteller und Vertreiber von Roh-, Halb- und Fertigerzeugnissen aus Nichteisenmetallen und -Legierungen geworden. Der Aufschwung fand seinen Höhepunkt im Geschäftsjahr 1960/61. Danach verlor das Unternehmen kontinuierlich Marktanteile.

### Die Krise nach 1966
Bereits für 1966/67 konnte keine Dividende mehr ausgeschüttet werden. Eine wesentliche Ursache für die Schwierigkeiten war die zersplitterte Unternehmensstruktur aus sechs eigenständigen Gesellschaften, die keine einheitliche Strategie und Investitionen erlaubten.
1969 wurden die bisherigen Werke zu sieben Geschäftsbereichen zusammengefasst
- Kupfer und Kupferlegierungen, Werdohl (Werke Werdohl, Frankfurt, Duisburg und Nürnberg)
- Leitmaterial, Mannheim (Werke Frankfurt und Gustavsburg)
- Fertigteile, Frankfurt am Main (Werke Frankfurt, Aschaffenburg und Nürnberg)
- Nickel und Sonderwerkstoffe, Altena (Werke Altena und Duisburg)
- Leichtmetall, Frankfurt am Main (Werke Frankfurt, Nürnberg und Werdohl)
- Kunststoffverarbeitung, Frankfurt am Main (die frühere Continentale Metall GmbH)
- Verpackung, Nürnberg (Werk Nürnberg)

Trotz der Umstrukturierung und einiger Übernahmen in den siebziger Jahren gingen die Umsätze weiter zurück. Das Unternehmen reagierte darauf mit Rationalisierungsmaßnahmen, einer Neuausrichtung der Produktionsstrategie, dem Verkauf einzelner Unternehmensanteile und der Stilllegung unrentabler Produktionen. Dadurch ging die Beschäftigtenzahl von 14.200 (1970) auf 6.700 im Jahr 1979 zurück.
Nach einer dramatischen Verschlechterung der Ergebnisse im Geschäftsjahr 1980/81 wurde das Stammwerk in Frankfurt-Heddernheim nach 129 Jahren zum 31. März 1982 geschlossen. Die hier letzten 1.700 Arbeitsplätze gingen verloren. In den Folgejahren trennte sich die VDM schrittweise von allen verbliebenen Produktionsstätten und Beteiligungen und firmierte 1988 in MG Vermögensverwaltung AG um.
Auf dem mehrere Quadratkilometer großen Werksgelände in Frankfurt-Heddernheim und Frankfurt-Niederursel entstanden nach einer umfassenden Bodensanierung die neuen Stadtviertel Riedwiese und Mertonviertel.
Das ehemalige Nürnberger VDM-Gelände im Stadtteil Schweinau geriet Mitte der 1980er-Jahre in die Schlagzeilen, als die Stadt Nürnberg trotz massiver Kritik den Abriss der denkmalgeschützten Jugendstilbauten genehmigte, um den Weg zur Errichtung eines Baumarkts in Flachdachbauweise zu ebnen.

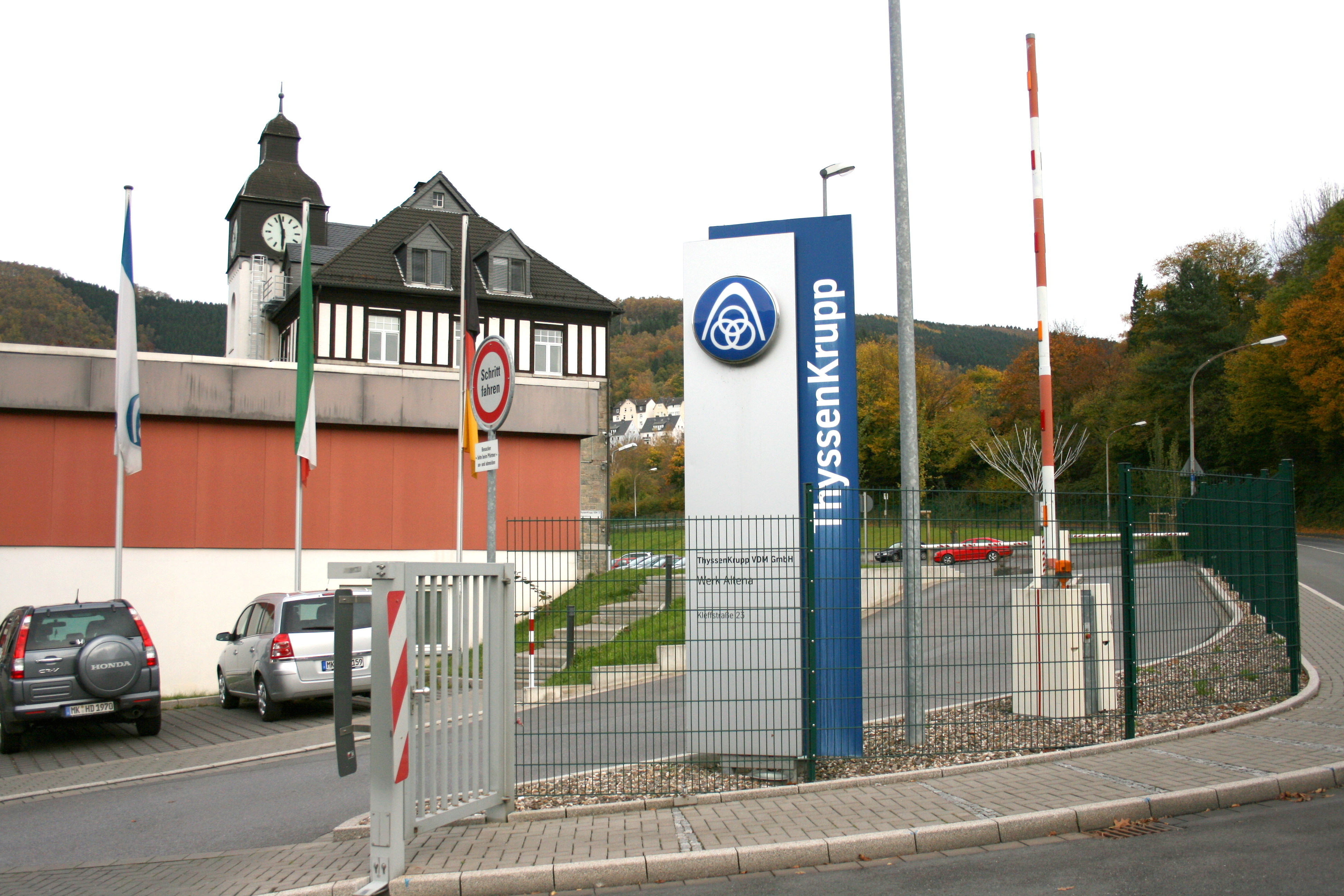
ThyssenKrupp VDM in Altena

### Entwicklung seit 1988
1988/89 übernahm die damalige Friedrich Krupp AG zunächst ein Drittel, später 100 Prozent der Anteile an der VDM Nickel-Technologie AG. Dieser Unternehmensbereich war aus dem Zusammenschluss der Werke Werdohl und Altena zum Geschäftsbereich Nickel im Jahr 1974 hervorgegangen. In den Folgejahren hatte Krupp VDM – wie sich das Unternehmen fortan nannte – zunächst die Precision Rolled Products (PRP) mit Produktionsstandorten in Florham Park (New Jersey) und Reno (Nevada) und zum 1. Oktober 2009 die Aktivitäten der Schwestergesellschaft ThyssenKrupp Titanium übernommen. VDM war fortan Teil der Sparte Edelstahl von ThyssenKrupp und firmierte unter ThyssenKrupp VDM.
Nach Verkauf der Edelstahlsparte von ThyssenKrupp an Outokumpu im Dezember 2012 gehörte auch VDM zu Outokumpu und firmierte zeitweise unter Outokumpu VDM. Im Rahmen der wettbewerbsrechtlichen Genehmigung machte die Europäische Union allerdings zur Auflage, die italienische Acciai Speciali Terni (AST) an einen Dritten zu veräußern. Nachdem im Laufe des Jahres 2013 kein Käufer für AST zu finden war, wurde Ende November 2013 angekündigt, AST gemeinsam mit VDM wieder im ThyssenKrupp-Konzern zu integrieren. Seit dem 1. März 2014 gehörte VDM wieder zum ThyssenKrupp-Konzern und firmierte seitdem unter dem eigenständigen Namen VDM Metals.
Im April 2015 kündigte ThyssenKrupp den Verkauf der VDM-Gruppe an den Finanzinvestor Lindsay Goldberg LLC an, zum 1. August 2015 wurde der Verkauf vollzogen.
Im März 2016 kündigte VDM Metals an, die Titanproduktion am Standort Essen zu schließen, nachdem zuvor vergeblich nach einem Käufer oder Partner für das Werk gesucht worden war. Von der Schließung waren insgesamt 75 Mitarbeiter betroffen.
Im April 2018 verkündete Lindsay Goldberg, VDM an den luxemburgischen Konkurrenten Aperam verkaufen zu wollen. VDM Metals wurde inklusive Schulden mit 596 Mio. € bewertet. Im Dezember desselben Jahres wurde der Verkaufsprozess aufgrund kartellrechtlicher Bedenken der Europäischen Kommission abgebrochen. Im November 2019 hat die spanische Acerinox-Gruppe den Kauf der VDM Metals Group bekanntgegeben. Der angesetzte Unternehmenswert betrug 532 Mio. €, inklusive Pensionsverpflichtungen und Verbindlichkeiten. Die Transaktion wurde im März 2020 abgeschlossen.

## Erfindungen und Werkstoffentwicklungen

### Alu-Chromstahl

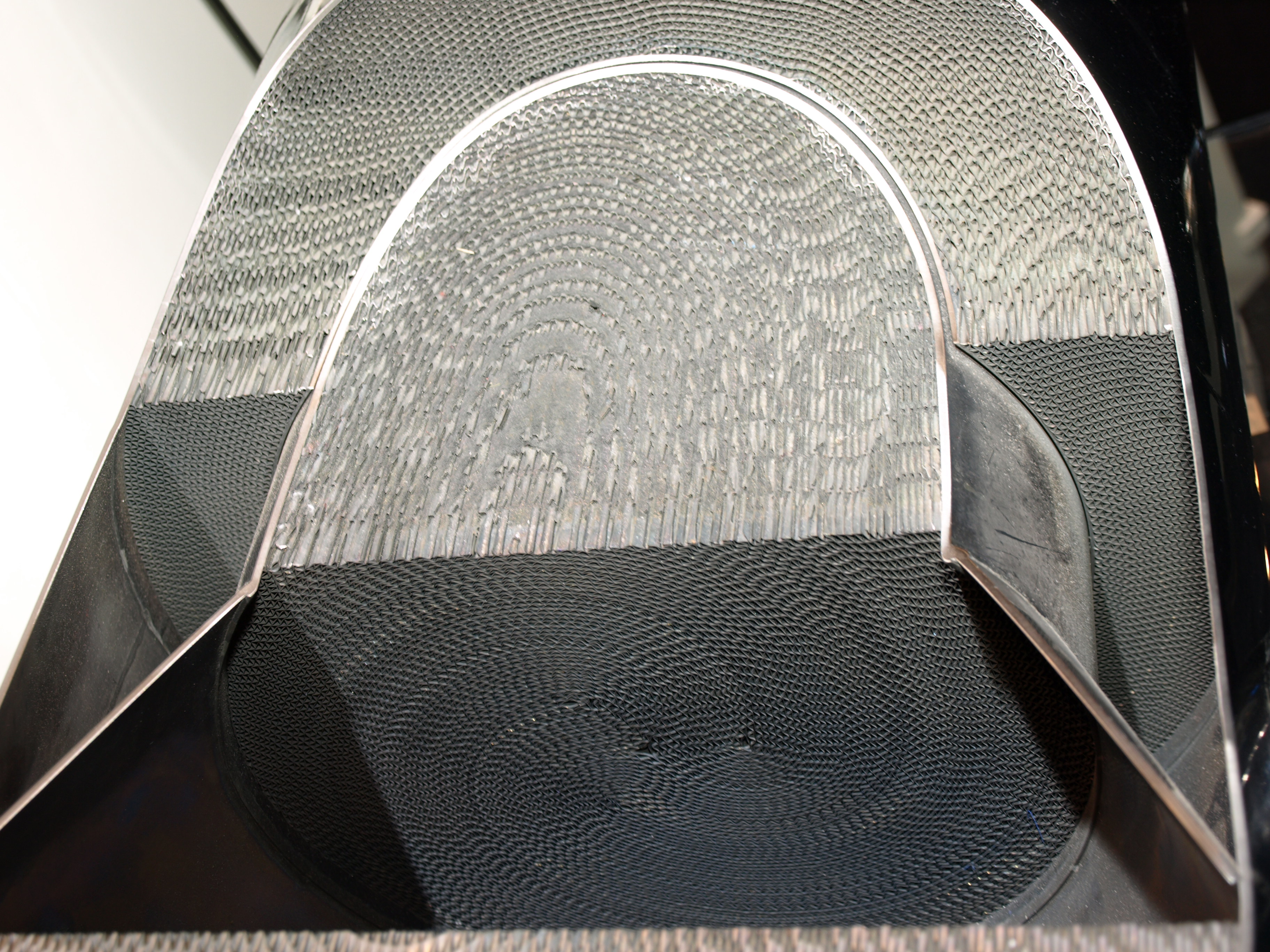
Metall-Katalysator von Emitec aus gewelltem Feinstblech in SM-Wicklung (innerer Kat) mit zusätzlichem Ring-Katalysator (äußerer Kat) (2009)

Eine Stahlsorte, die VDM seit ca. 1990 produziert, sind Alu-Chromstähle wie u. a. VDM Aluchrom 4 18 Y Hf (Werkstoffnummer 1.4737) sowie VDM Aluchrom Y Hf (Werkstoffnummer 1.4767). Diese Werkstoffkombination von Aluminium und Stahl  sorgte für den Durchbruch bei den Metall-Katalysatoren. Die bis zu 6,5%ige Aluminiumbeigabe ermöglicht es erst, dass die später aufzutragende Washcoat (poröses Aluminiumoxid (Al2O3) plus Sauerstoffspeicherkomponenten, wie zum Beispiel Cer(IV)-oxid) beim Beschichten der Auto-Katalysatoren mit den Edelmetallen sehr gut hält. Darüber hinaus ermöglicht die Aluminiumbeigabe das dauerfeste Hartlöten der aufgewickelten Stahlfolie untereinander sowie die dauerbeständige Verbindung mit dem Metallmantel. Die Alu-Chromstahlfolien für die Katalysatoren werden heute bis auf wenige Mikrometer Dicke gewalzt, ohne dass Risse oder andere Fehler entstehen.

### Crofer 22
Im Jahr 2003 gab das Unternehmen bekannt, mit der Eisen-Chrom-Legierung Crofer 22 APU erstmals einen Werkstoff entwickelt zu haben, der die sich bis dahin ausschließenden Eigenschaften (1) gute Hochtemperaturbeständigkeit, (2) hohe elektrische Leitfähigkeit und (3) niedriger thermischer Ausdehnungskoeffizient vereint. Im Jahr 2011 wurde eine weiterentwickelte Version, Crofer 22 H (Werkstoffnummer 1.4755 – X1CrWNbTiLa22-2), auf den Markt gebracht. Crofer 22 H enthält zwischen 20 und 24 Prozent Chrom sowie weitere Legierungsmittel wie Wolfram, Niob, Titan und Lanthan. Der Werkstoff zeichnet sich durch hohe Korrosionsbeständigkeit bei Temperaturen bis 900 Grad Celsius, gute elektrische Leitfähigkeit der Oxid-Schicht und eine hohe mechanische Festigkeit bei Anwendungstemperatur aus. Das Werkstoffkonzept, das gemeinsam mit dem Forschungszentrum Jülich entwickelt wurde, ist speziell auf die Anforderungen von Hochtemperatur-Brennstoffzellen ausgerichtet. Der Werkstoff wurde im Jahr 2012 mit dem Stahl-Innovationspreis der Wirtschaftsvereinigung Stahl ausgezeichnet.

### Alloy C-264
Die Superlegierung Alloy C-264 wurde von VDM Metals entwickelt und im Jahr 2018 vorgestellt. Neben dem Legierungselement Nickel enthält die Legierung 25 Prozent Chrom, 20 Prozent Kobalt, etwa 5,5 Prozent Molybdän sowie 1,1 Prozent Aluminium und 1,7 Prozent Titan. In verschiedenen Versuchen konnte nachgewiesen werden, dass der Werkstoff im lösungsgeglühten und ausgehärteten Zustand höhere Härtewerte und geringere Kriechraten erzielt als beispielsweise Alloy C-263 (Werkstoffnummer 2.4650; UNS-Nummer N07263). Die Anwendungstemperatur liegt bei bis zu 900 Grad Celsius.

### Alloy 699 XA
Im Juni 2018 wurde eine von VDM Metals entwickelte Nickelbasislegierung mit 29 Prozent Chrom und 2 Prozent Aluminium vorgestellt, die insbesondere durch ihre Metal Dusting-Beständigkeit gekennzeichnet ist. Der Werkstoff hat die Werkstoffnummer 2.4842 bzw. UNS-Nummer N06699.